# Latacunga
Latacunga este un oraș din Ecuador.